# Rateșu Cuzei, Vaslui
Rateșu Cuzei este un sat în comuna Rebricea din județul Vaslui, Moldova, România.
Rateș înseamnă han, deci probabil Rateșu Cuzei s-ar traduce: Hanul Cuzei.
 Acest articol despre o localitate din județul Vaslui este deocamdată un ciot. Puteți ajuta Wikipedia prin completarea lui.